# シャルトル学派
シャルトル学派（しゃるとるがくは、仏: École de Chartres）は、中世のフランスのシャルトル大聖堂附属学校で活躍したベルナールを中心とした思想家たちを指す。プラトン哲学やアラビアの自然科学の成果を統合した。

## 概説
シャルトル大聖堂附属学校の起源は5世紀に遡るが、10世紀、オーリヤックのジェルベールの弟子フルベルトゥスがシャルトル大聖堂附属学校に赴いて学問を伝え、医学・神学が盛んになった。ジェルベールは後の教皇シルウェステル2世で、アラビアの科学を修めた学者であった。
その後、ベルナールが現われ、12世紀にはベルナールを中心に学問が隆盛し、当時の学問の中心地パリをしのぐほどになったと言われる。
シャルトル学派は古代の自由学芸（リベラル・アーツ artes liberale 文法、論理学、修辞学、算術、幾何、天文、音楽の7科目）を復興した。三学（文法、論理学、修辞学）は文献研究であり、後の四学は自然現象に対する考察である。
ベルナールは古典古代の学問を巨人に喩え、自分たちは小さな者であるが、巨人の肩に乗ることで巨人よりも多くのもの、遠くのものを見ることができると述べた。また、ベルナールの弟ティエリはプラトンの『ティマイオス』を元に聖書の創世記を科学的に（奇跡ではなく、因果関係として）解釈しようと試みた。当時、ラテン語訳で入手可能だったプラトンの著作は、ほぼ『ティマイオス』『パイドン』『メノン』だけであった。
シャルトル学派という呼び方は19世紀の研究者によるもので、やがて「12世紀ルネサンス」の中心として注目されるようになった。しかし、シャルトルで学派と呼べるほど人材が輩出したかどうかには異論もある。ベルナールは確かにシャルトルで活動したが、ティエリの活動はパリが中心であったという。

## 関連文献
- 『中世思想原典集成8　シャルトル学派』（平凡社、2002年）- 日本語訳
  - 詩集（シャルトルのベルナルドゥス）
  - プラトン註釈（同上）
  - ボエティウス デ・ヘブドマディブス註解（ギルベルトゥス・ポレタヌス）
  - 宇宙の哲学（コンシュのギヨーム）
  - プラトン・ティマイオス逐語註釈（同上）
  - 六日の業に関する論考（シャルトルのティエリ）
  - ヘプタテウコン　七自由学芸の書（同上）
  - コスモグラフィア　世界形状誌（ベルナルドゥス・シルヴェストリス）
  - メタロギコン（ソールズベリーのヨハネス）
  - 創世記についての小論考（アラスのクラレンバルドゥス）
  - アンティクラウディアヌス（アラヌス・アブ・インスリス）